# 南北分歧 (英格蘭)

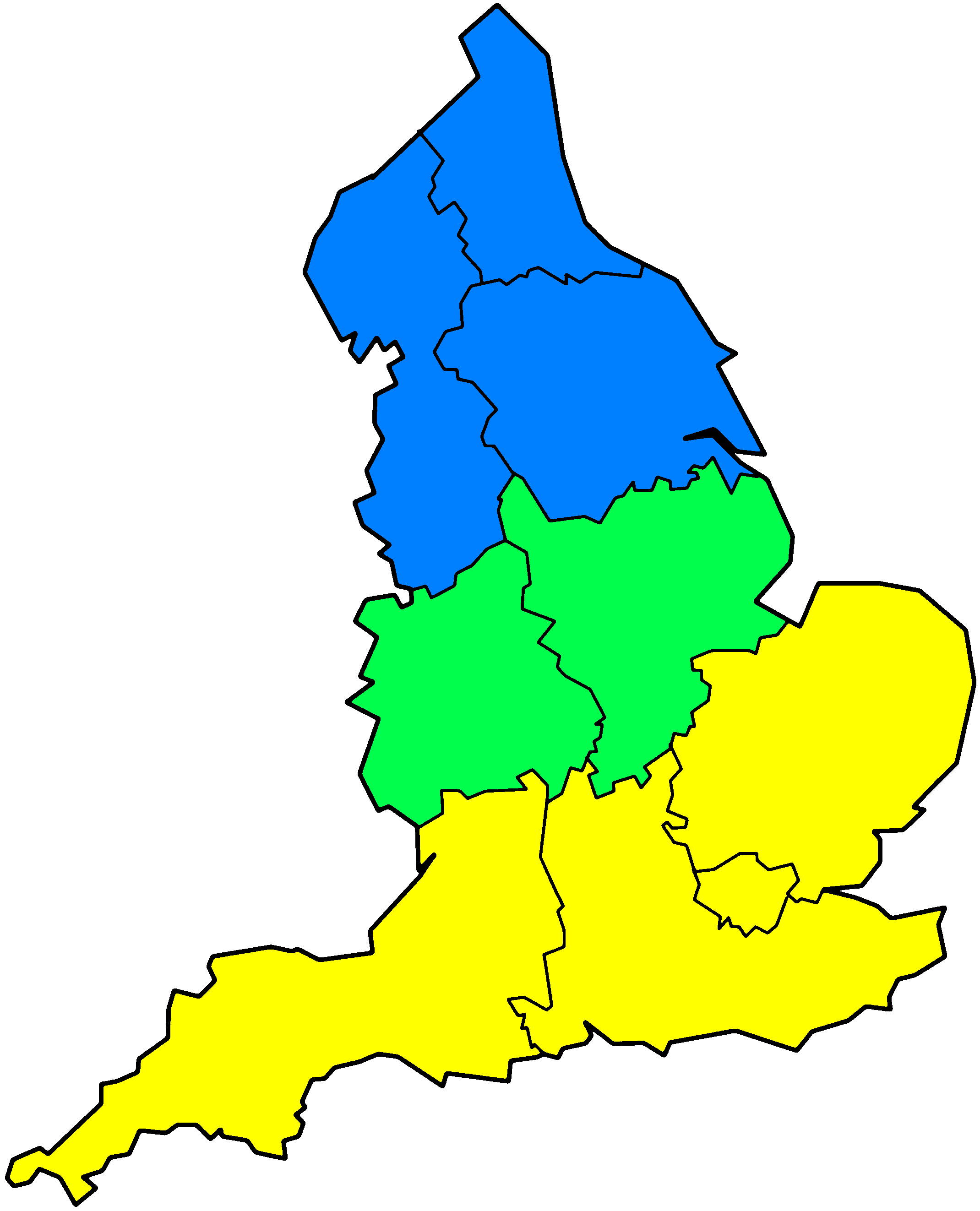
圖中藍色地區是北英格蘭、綠色地區是英格蘭中部、黃色地區是南英格蘭

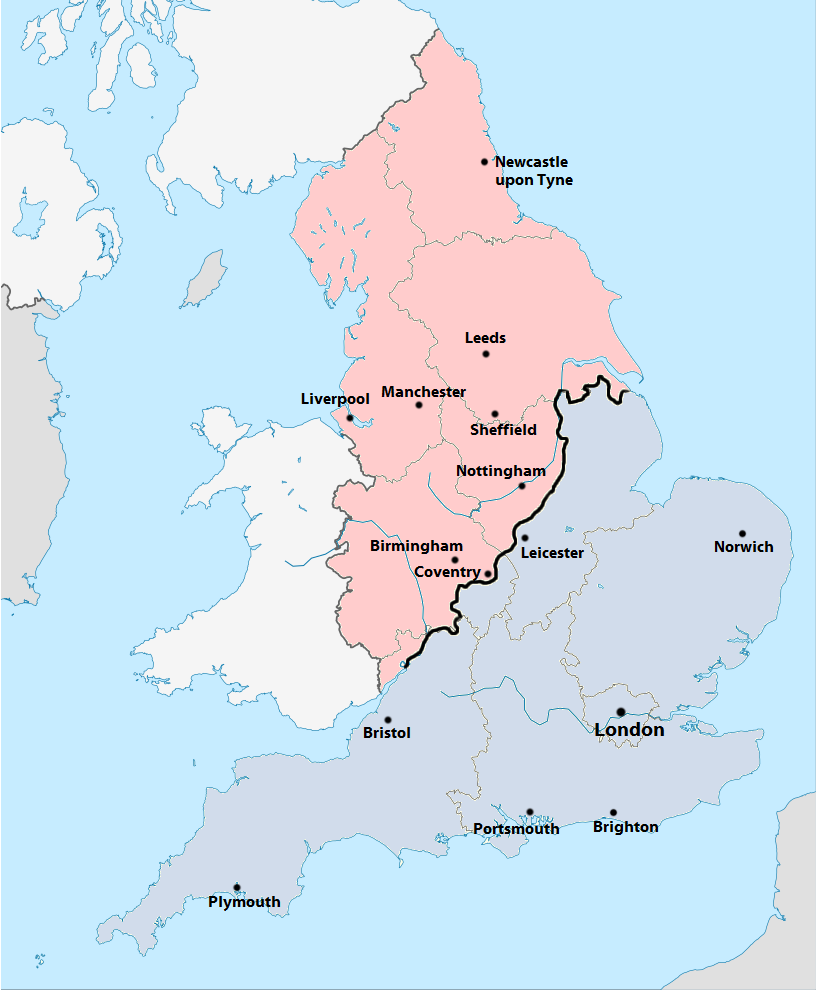
謝菲爾德大學地理學教授丹尼·多林定義的英格蘭南北分界線。

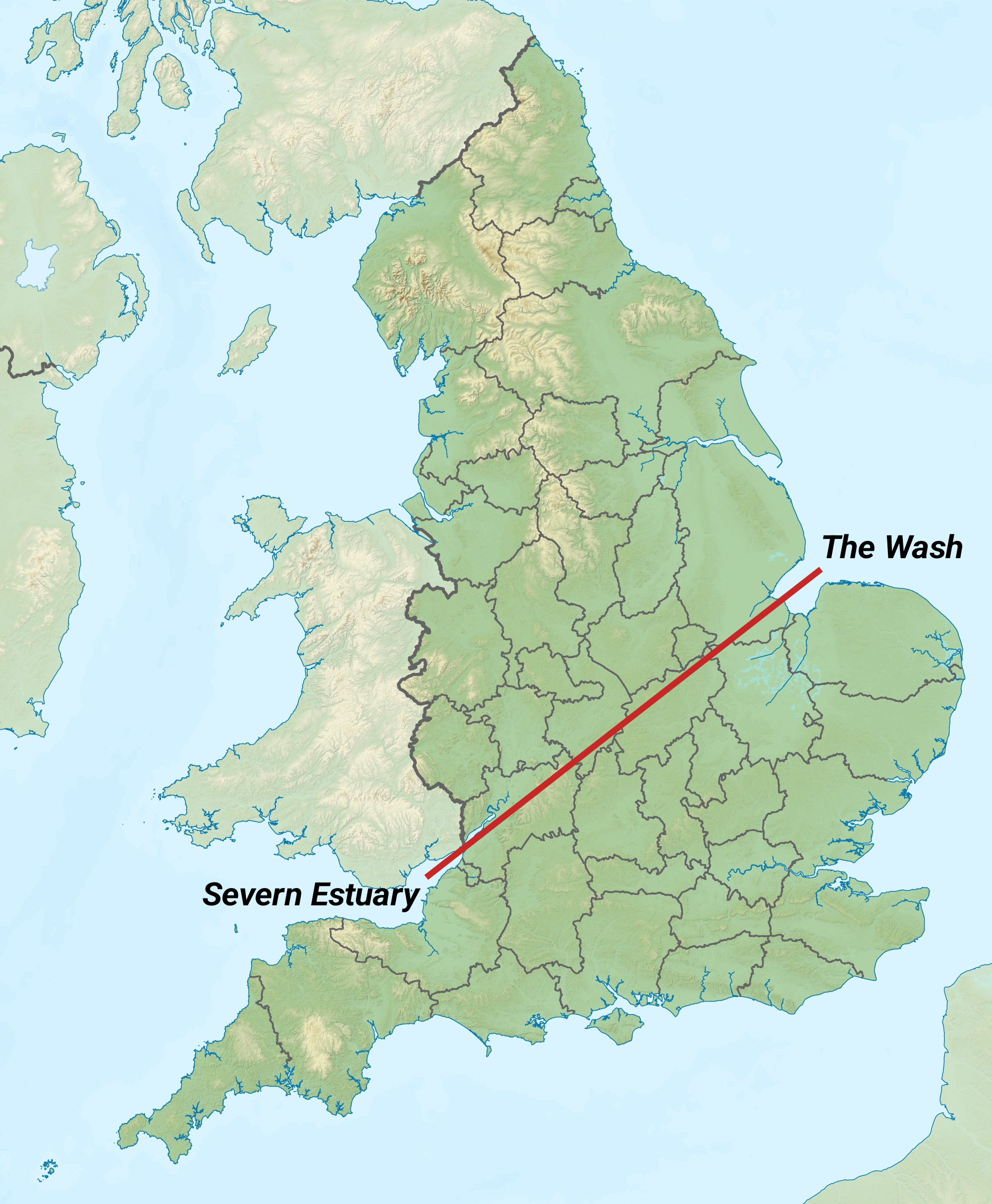
塞文-華許線（Severn-Wash Line），一種常見但非官方的英格蘭南北分界線。

在英格蘭，南北分歧是指南英格蘭和北英格蘭之間的文化經濟分歧。而英格蘭中部的地位則經常有爭議。在政治上，南英格蘭，特別是東南英格蘭（大倫敦地區除外）和東盎格利亞更偏向中右派，並多支持保守黨。而北英格蘭則多支持工黨。一期經濟學人雜誌指出南北英格蘭在政治經濟上的差距已使得其幾乎相當於分裂的國家。